# The Babys (альбом)
| Оценки критиков | Оценки критиков |
| Источник        | Оценка          |
| --------------- | --------------- |
| Allmusic        | [ 2 ]           |

The Babys (с англ. — «Малыши») — дебютный одноимённый альбом британской рок-группы The Babys, выпущенный 1 декабря 1976 года на лейбле Chrysalis Records.

## Об альбоме
Альбом был записан за два месяца — с сентября по октябрь 1976 года в MPT Studios в Калифорнии.
После выпуска The Babys казалось, что менеджер группы Адриан Миллар и клавишник/лидер Майкл Корби были недовольны результатом.
Продюсерами были Брайан Кристиан и Боб Эзрин, но после выхода альбома на их место был приглашён Рон Невисон, ранее спродюсировавший шестой альбом группы UFO Lights Out.
Позднее The Babys был переиздан как двойной LP со вторым альбомом группы, Broken Heart.

## Треклист
Слова и музыка всех песен — были написаны участниками The Babys, кроме указанных.
| №  | Название                 | Автор(ы)  | Длительность |
| -- | ------------------------ | --------- | ------------ |
| 1. | «Looking For Love»       |           | 4:43         |
| 2. | «If You've Got the Time» | Джон Уэйт | 2:18         |
| 3. | «I Believe in Love»      |           | 4:17         |
| 4. | «Wild Man»               |           | 3:29         |
| 5. | «Laura»                  |           | 5:02         |

| №                   | Название                 | Автор(ы)                 | Длительность |
| ------------------- | ------------------------ | ------------------------ | ------------ |
| 1.                  | «I Love How You Love Me» | Барри Манн, Ларри Колбер | 2:21         |
| 2.                  | «Rodeo»                  | Уэйт                     | 2:58         |
| 3.                  | «Over and Over»          | Тони Брок                | 4:47         |
| 4.                  | «Read My Stars»          |                          | 2:43         |
| 5.                  | «Dying Man»              |                          | 6:30         |
| Общая длительность: | Общая длительность:      | Общая длительность:      | 39:08        |

## Участники записи
The Babys
- Джон Уэйт — бас-гитара, вокал
- Уолли Стокер — гитара
- Майкл Корби — клавишные
- Тони Брок — ударные, бэк-вокал

Технический персонал
- Джон Прю — фотография

Производство
- Брайан Кристиан — продюсер, звукоинженер, микширование и ремиксы на MPT, Голливуд
- Боб Эзрин — продюсер, инженер